# Ehretia rigida
Ehretia rigida, comúnmente conocida como deurmekaarbos  (afrikáans = "arbusto enredado"), es un árbol pequeño de tallos múltiples con un hábito de crecimiento enmarañado que pertenece a las Boraginaceae o familia de la  borraja. Se encuentra en un amplio rango de hábitats en toda la parte este de Sudáfrica, y en Namibia, Botsuana, Zimbabue y Mozambique.

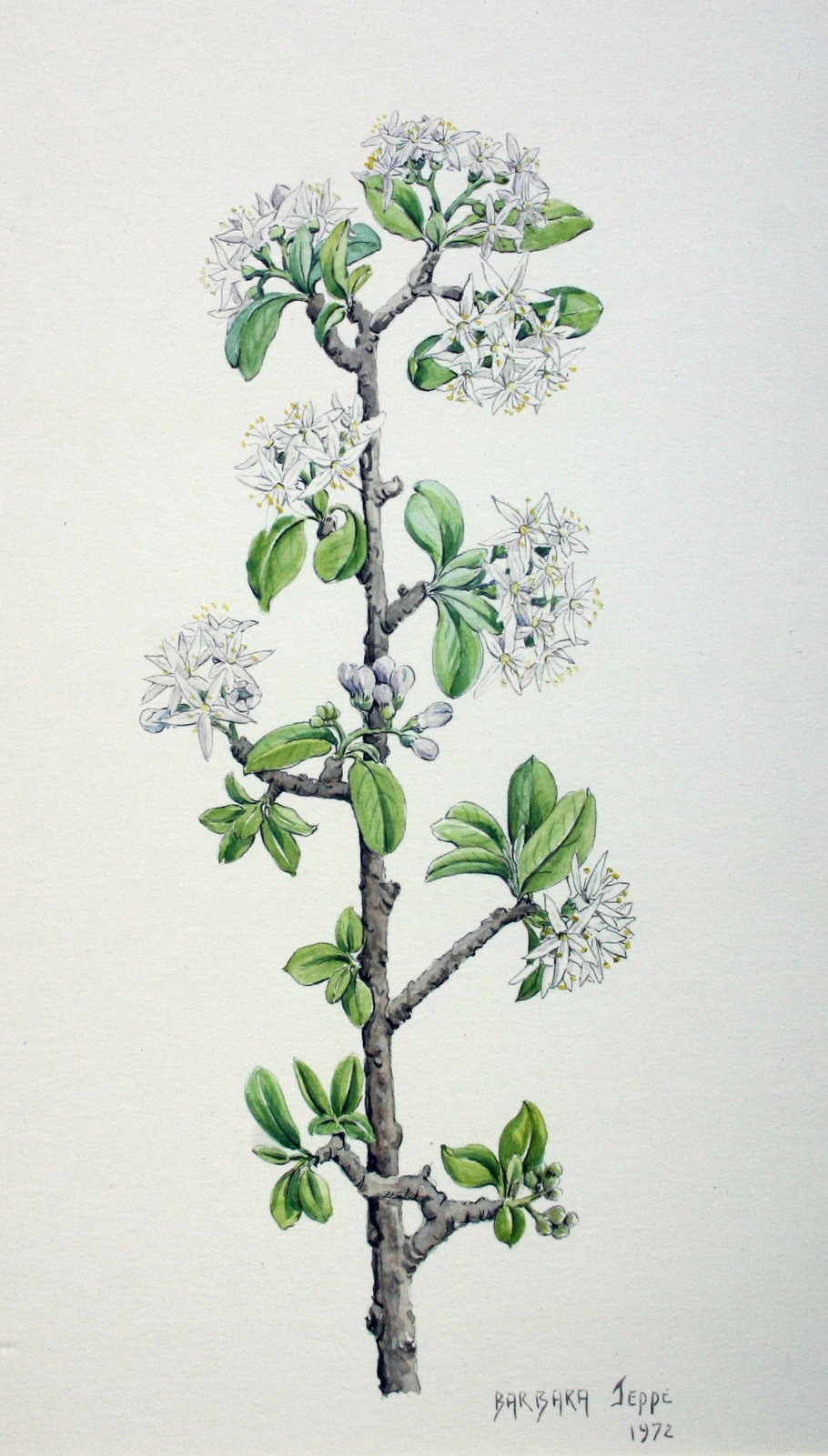
Ilustración

## Descripción
La especie es caducifolia, resistente a las heladas y normalmente crece a una altura de 5 m. Las ramas son completamente rígidas, por lo tanto su nombre específico. Las hojas se encuentran en matas, son coriáceas y ásperas con diminutas barbas muy juntas lo largo de las márgenes. Casi invariablemente existen pequeños focos de vellos o acarodomacios, proveyendo un refugio para ácaros en las axilas de las venas al reverso de las hojas. La corteza es lila y uniformemente gris-ceniza, haciéndose áspera en los tallos maduros. Flores fragantes de color lila a blanco se producen a principios de primavera y a éstas le siguen pequeños frutos de 8mm de diámetro produciendo un estilo permanente, verde al principio, que se vuelve naranja, rojo y finalmente negro.

## Taxonomía
Ehretia rigida fue descrita por (Thunb.) Druce y publicado en Rep. Bot. Soc. Exch. Club Brit. Isles 4: 620 1916 publ. 1917.
Etimología
Ehretia: nombre genérico que hace el honor al botánico Georg Dionysius Ehret, un célebre botánico e ilustrador del siglo XVIII.
rigida: epíteto latino que significa "rígida, inflexible".
Sinonimia
- Capraria rigida Thunb.
- Ehretia eckloniana H.Buek ex Harv.
- Ehretia hottentotica Burch.
- Ehretia violacea Kunth
- Ehretia zeyheriana H.Buek ex Harv.
- Freylinia rigida (Thunb.) G.Don[5]